# Rocket Mortgage FieldHouse
Rocket Mortgage FieldHouse (W przeszłości znana jako Quicken Loans Arena lub The Q) - arena znajdująca się w amerykańskim mieście Cleveland w stanie Ohio. Do sierpnia 2005 roku nazywała się Gund Arena, ponieważ prawa do nazwy posiadał Gordon Gund, były właściciel drużyny koszykarskiej Cleveland Cavaliers. Obiekt jest domową areną drużyn: Cavaliers (NBA), Lake Erie Monsters (AHL) i Cleveland Gladiators (AFL), a w przeszłości: Cleveland Lumberjacks (IHL), Cleveland Barons (AHL) i Cleveland Rockers (WNBA).
Arena została otwarta koncertem Billy'ego Joela 17 października 1994 roku; Cavaliers zagrali swój pierwszy mecz w Quicken Loans Arena kilka tygodni później.
16 maja 2006 roku nieaktywna drużyna Utah Grizzlies ogłosiła, iż powróci do Quicken Loans Arena. 25 stycznia 2007 ujawniona została jej nowa nazwa, Lake Erie Monsters. 16 października 2007 roku swój powrót ogłosiła również inna drużyna arena footballowa, Las Vegas Gladiators.
Arena zastąpiła Richfield Coliseum w wyniku projektu zakładającego rewitalizację śródmieścia Cleveland. Środki na ten cel uzyskano m.in. poprzez podniesienie podatku od alkoholu i tytoniu. W 2005 roku Dan Gilbert, właściciel Cavaliers oraz Quicken Loans, przeprowadził gruntowną renowację areny. Zainstalowano nowe siedzenia, tablice punktowe i ekrany, systemy wideo i audio, oznaczenia i banery, systemy bezpieczeństwa, zmodernizowano loże, szatnie, a także wnętrze hali.
Pojemność Quicken Loans Arena wynosi 20 562 w przypadku meczów koszykówki, włączając w to 2000 miejsc dla członków klubu i 92 luksusowe loże. 
W hali miało miejsce wiele wydarzeń, w tym WWF SummerSlam 1996, US Figure Skating Championships 2000, WWF No Mercy 1999, WWF Invasion, Survivor Series 2004, Raw, Friday Night SmackDown!, ECW, WWE Unforgiven 2008. Poza tym w Quicken Loans odbyły się m.in. 1997 NBA All-Star Game, finał NCAA Women Four 2007 oraz United States Figure Skating Championships 2009.     Od 18 do 21 lipca 2016 odbywała się tu Konwencja Krajowa Partii Republikańskiej podczas której Donald Trump przyjął nominację na Prezydenta Stanów Zjednoczonych.
29 października 2008 roku obecność LeBrona Jamesa przyciągnęła do hali niemal 20 000 ludzi, którzy wspólnie obejrzeli trzydziestominutową reklamę American Stories, American Solutions Baracka Obamy, kandydata Demokratów w wyborach prezydenckich. Była ona wyświetlana na ogromnym ekranie ponad sceną, na której później dał darmowy koncert Jay-Z.